# 郑樵墓
郑樵墓，位于中国福建省莆田市涵江区白沙镇，为一个省级文物保护单位，类型为古墓葬，为第二批福建省文物保护单位，公布时间为1985年10月11日。
郑樵墓的历史年代为宋。